# Conde de Itacolumi
Conde de Itacolumi é um título nobiliárquico criado por D. Luís I de Portugal, por Decreto de 22 de Dezembro de 1883, em favor de José Ferreira da Silva Santos, Jr., antes 1.º Visconde de Itacolumi.
Titulares
1. José Ferreira da Silva Santos, Jr., 1º Visconde e 1.º Conde de Itacolumi.